# Prosheliomyia mirabilis
Prosheliomyia mirabilis là một loài ruồi trong họ Tachinidae.